# Typhloseiulus eleonorae
Typhloseiulus eleonorae är en spindeldjursart som först beskrevs av Emile Enrico Ragusa och Swirski 1981.  Typhloseiulus eleonorae ingår i släktet Typhloseiulus och familjen Phytoseiidae. Inga underarter finns listade i Catalogue of Life.